# Gibelini i gwelfowie
Gibelini i gwelfowie – stronnictwa polityczne rywalizujące we Włoszech na przełomie XII i XIII wieku, głównie w okresie zmagań cesarza Fryderyka II z papiestwem. 
Nazwa gwelfowie wywodzi się od włoskiej formy nazwiska popieranych przez nich książąt bawarskich Welf. Welfowie współpracowali z Państwem Kościelnym w walce przeciwko Świętemu Cesarstwu Rzymskiemu, a od XIII wieku byli przeciwnikami władzy cesarskiej we Włoszech.
Gibelini (lub gibelinowie, z wł. ghibellino) byli stronnikami władzy cesarskiej we Włoszech. W pewnym okresie zdołali zdominować część miast włoskich. Nazwa stronnictwa pochodzi od nazwy wirtemberskiego miasta Waiblingen i zarazem zawołania bojowego Hohenstaufów.
Oba stronnictwa nękane były wewnętrznymi sporami, co prowadziło niekiedy do zatarcia głównej linii podziału. Np. we Florencji w początkach XIV w. stronnictwo gwelfów podzieliło się na białych gwelfów – zwolenników ugody z cesarzem (należał do nich Dante Alighieri), i czarnych – radykalnie antycesarskich. Nazwy stronnictw i różnice między nimi przetrwały czasy zasadniczej przyczyny sporów i były w użyciu także po upadku dynastii Hohenstaufów (zob. też neogwelfizm).
Przynależność do stronnictw znalazła swoje odzwierciedlenie w heraldyce włoskiej. Rody i niekiedy miasta należące do partii gibelinów umieszczały w głowicy tarczy herbowej czarnego cesarskiego orła, dwu- lub jednogłowego, w złotym polu (wł. Capo dell`Imperio), a zwolennicy gwelfów, w błękitnym polu głowicy sadowili czerwony kołnierz turniejowy ponad trzema złotymi liliami (wł. Capo d`Angio), niekiedy stosowano same tylko trzy złote lilie.

## Miasta gibelinów

Herb zwolenników gibelinów (rodzina Pio)

- Arezzo
- Forlì
- Modena
- Osimo
- Pawia
- Pistoia
- Piza
- Siena
- Spoleto
- Todi

## Miasta gwelfów

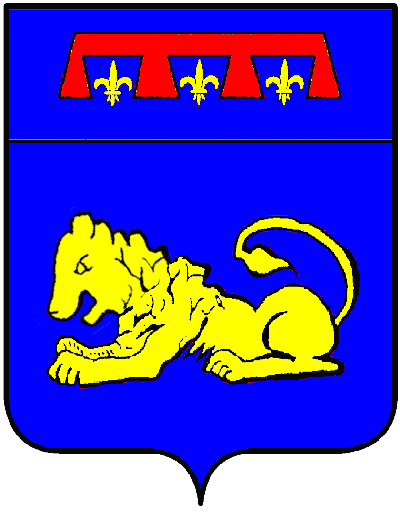
Herb zwolenników gwelfów (rodzina Roberti)

- Bolonia
- Brescia
- Crema
- Cremona
- Florencja
- Genua
- Lodi
- Mantua
- Orvieto
- Perugia